# إدوين هارتمان
إدوين هارتمان (بالألمانية: Edwin Hartmann)‏ هو متسابق بياثل نمساوي، ولد في 3 أكتوبر 1910 في Frastanz ‏ في النمسا، وتوفي في 9 مارس 1996 في Schruns ‏ في النمسا.